# Live house
 (octobre 2012).
Si vous disposez d'ouvrages ou d'articles de référence ou si vous connaissez des sites web de qualité traitant du thème abordé ici, merci de compléter l'article en donnant les références utiles à sa vérifiabilité et en les liant à la section « Notes et références ».
Pour le documentaire filmique de 2009, voir Live House.

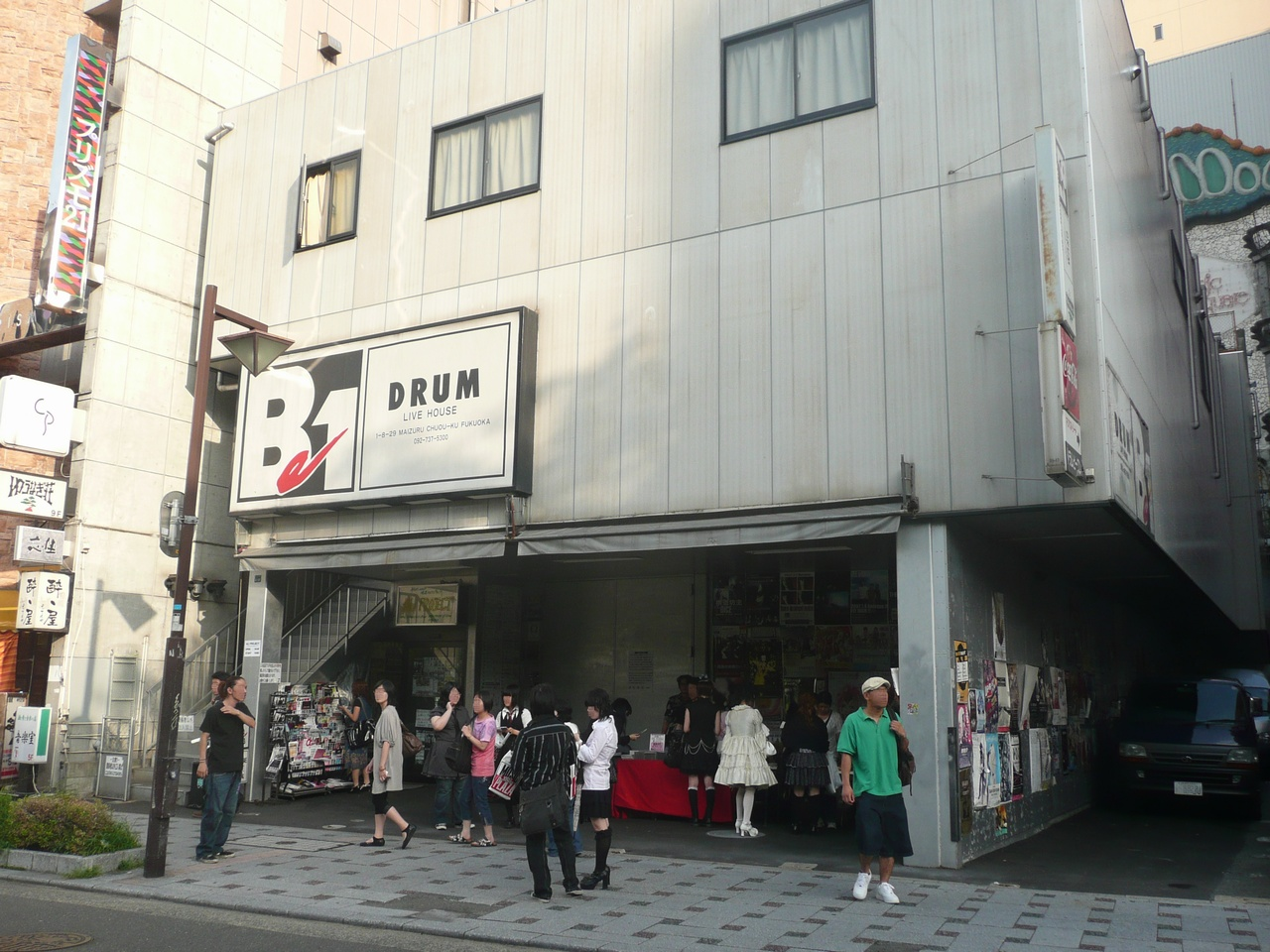

Une live house (ライブハウス) est une salle de concert japonaise, sorte de club de musique où des artistes se produisent en public. Le terme est un néologisme japonais (wasei-eigo) qui n'est pas employé à l'étranger. Le plus souvent, ce terme se réfère à de petites salles, qui peuvent également être des bars, où se produisent tout particulièrement des artistes de rock, de jazz, de blues, ou de musique folk.

## Historique
La plus ancienne live house est Coffee House Jittoku (拾得, d'après le nom du moine chinois Shide, dit « L'enfant abandonné ») située à Kyoto et fondée en 1973 dans un ancien entrepôt de saké.